# Zuytpeene
Zuytpeene (nederl. Zuidpene) è un comune francese di 512 abitanti situato nel dipartimento del Nord nella regione dell'Alta Francia.
È l'ultimo comune della Francia in ordine alfabetico.

## Storia

### Simboli
Lo stemma del comune si blasona: 
Il comune di Zuytpeene, su suggerimento del canonico Leuridan ha ripreso le armi della famiglia De Zuydpeene (o Van Zuydpeene o De Zuytpeene), che per vari secoli furono signori del luogo. Il casato dei De Zuydpeene costituiva un ramo della famiglia De Saint-Omer (che aveva uno stemma simile) e aveva cambiato il proprio nome nel XIV secolo per acquisire quello del suo dominio.

## Monumenti e luoghi d'interesse

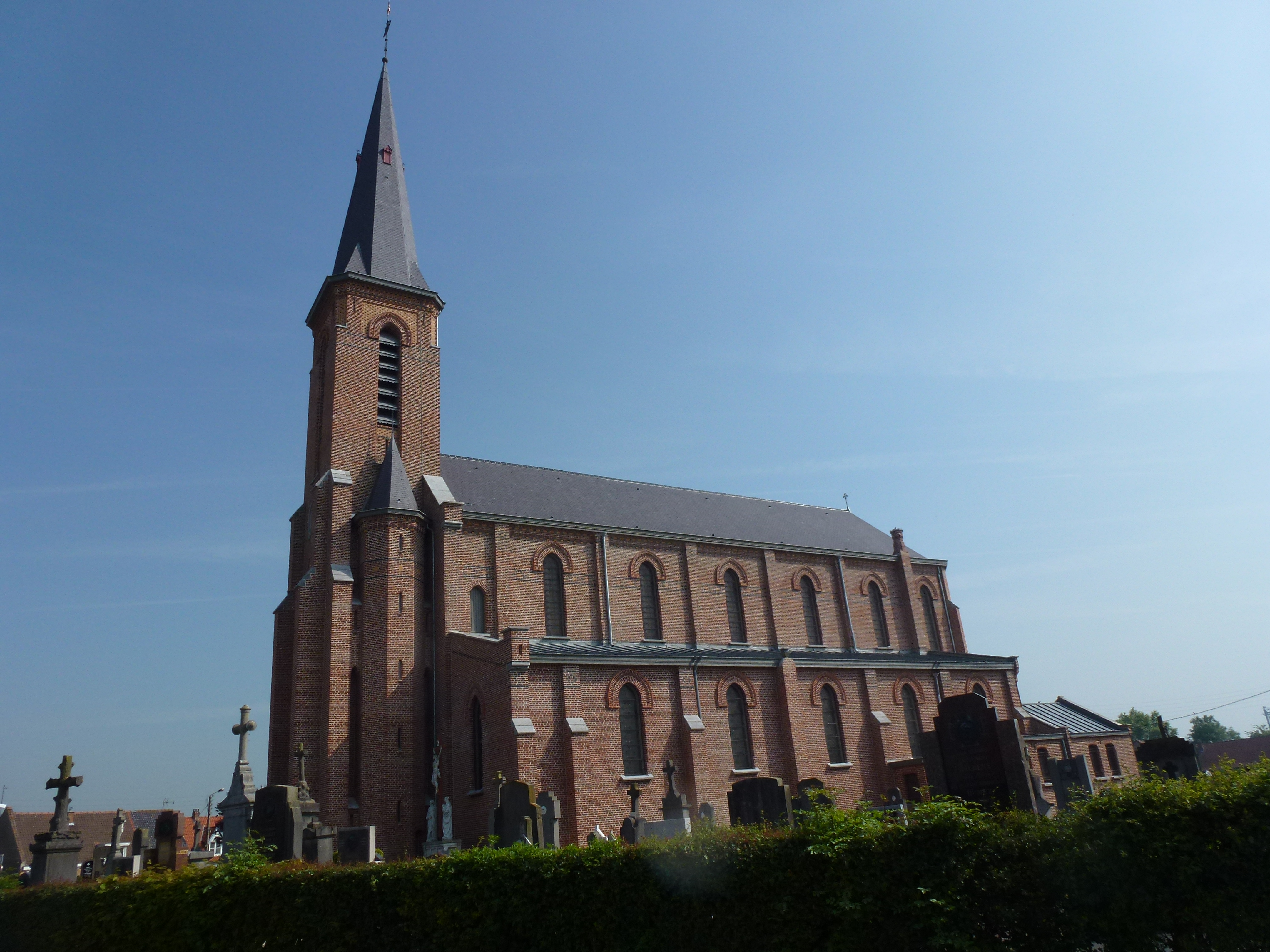
Chiesa di Zuytpeene

- La chiesa di Saint Vaast è una delle tante chiese nel nord della Francia dedicata a san Vedasto che fu vescovo di Arras nella prima metà del VI secolo. Di pianta basilicale, ha dimensioni importanti per essere la chiesa di un villaggio. Ricostruita nel 1887 dall'architetto Louis Croïn (1843–1902), sostituisce una vecchia chiesa romanica eretta nel 1306 da Gérard de St Omer, signore di Zuytpeene, e distrutta da un incendio nel 1886. La chiesa originaria, poco colpita dalla rivolta dei pezzenti nel 1566, rimase coperta di paglia fino al 1717.[4]

## Società

### Evoluzione demografica
Abitanti censiti